# 邹仁鋆
邹仁鋆（1927年—），男，江苏苏州人，中华人民共和国化工专家，曾任河北工学院教授，河北省科学院院长，河北省人大常委会副主任，第七、八届全国政协委员。